# Painten
Painten este o comună-târg din districtul Kelheim, regiunea administrativă Bavaria Inferioară, landul Bavaria, Germania.
Se află la o altitudine de 490 m deasupra nivelului mării. Are o suprafață de 13,62 km² și 36,89 km². Populația este de 2.282 locuitori, determinată în 30 septembrie 2019, prin actualizare statistică[*].